# ليزا جيرمانو
ليزا جيرمانو (بالإنجليزية: Lisa Germano) (و. 1958  م) هي مغنية مؤلفة، وموسيقية، وكاتبة غنائية أمريكية، ولدت في ميشاواكا، تستخدم آلات كمان.

## وصلات خارجية
- ليزا جيرمانو على موقع ميوزك برينز (الإنجليزية)
- ليزا جيرمانو على موقع إن إن دي بي (الإنجليزية)
- ليزا جيرمانو على موقع أول ميوزيك (الإنجليزية)
- ليزا جيرمانو على موقع ديسكوغز (الإنجليزية)
- ليزا جيرمانو في قاعدة بيانات الأفلام على الإنترنت